# جيمس باجت
السير جيمس باجيت (بالإنجليزية: James Paget)‏ 1814 - 1899، جرَّاح وأخصائي علم أمراض إنكليزي، اشتهر باكتشافه وتوصيفه لداء باجيت الذي أصبح ينسب له، يعتبر باجيت مع رودولف فيرشو مؤسِّسي علم الأمراض الطبية الحديث، من أهم أعماله محاضرات حول الأورام (1851)، محاضرات حول علم الأمراض الجراحي (1853)، يُطلق اسم باجيت اليوم على العديد من الحالات الجراحيَّة والأمراض الطبية من أشهرها:
- مرض باجيت الذي يصيب العظام
- داء باجيت في الثدي «شكل من أشكال سرطان الثدي»
- خُرَّاج باجيت وهو الخرَّاج الذي ينكس أو يظهر في مكان حرَّاج آخر بعد شفائه
- مرض باجيت-شروتر

## حياته
ولد باجيت في غريت يارموث في إنكلترا في 11 يناير 1814، والده صامويل باجيت صانع خمور ومالك سفينة تجارية، وأمُّه سارة تولفر، كانت عائلة باجيت كبيرة ولمع منها أكثر من شخص كشقيقه السير جورج إدوارد باجيت 1809 - 1892 الذي أصبح لاحقاً أستاذاً للفيزياء في جامعة كامبريدج عام 1872.
بدأ باجيت تحصيله العلمي في مدرسة يارموث، وفي سن السادسة عشرة بدأ تدريبه كطبيب ممارس عام واستغرق هذا التدريب أربع سنوات ونصف، وخلال هذه الفترة قضى باجيت أوقات فراغه في دراسة النباتات المتنوعة ونشر لاحقاً مع أحد إخوته أطلس التاريخ الطبيعي ليارموث وما حولها، تضمَّن رسوماً بالغة الدقة والوضوح لكلِّ نباتات المنطقة.
في عام 1834 التحق باجيت بمستشفى سانت بارثولوميو في لندن، وكان طلاب الطب في تلك الفترة يعملون دون أي إشراف أو نظام تدريب معين، ولكنَّ ذلك أفاد باجيت ودفعه لاكتساب المهارات الطبيَّة المتنوعة والقيام بأبحاثه الخاصة، وخلال هذه الفترة بدأ نجمه بالسطوع فحصد العديد من الجوائز وفي عام 1836 اكتشف العامل المُمرض المُسبِّب لمرض «داء الشعرانيَّات» أو مرض دودة الخنزير trichinosis، وهو مرض طفيلي تُسبِّبه ديدان مدورة صغيرة تنتقل للإنسان عن طريق تناول لحم الخنازير المصابة، وفي مايو من عام 1836 اجتاز باجيت الاختبار النهائي في الكلية الملكية للجرَّاحين وأصبح طبيباً ممارساً، وقد أمضى السنوات السبع التالية (1836-1843) في ممارسة الطب في أحياء لندن وعاش حياة الفقر والتقشفُ ولم يستطع والده الذي تدنَّت حالته الاقتصادية أيضاً مدَّ يد العون له.
في عام 1836 تمَّ تعيينه كأمين لمتحف المستشفى، وفي عام 1941 أصبح جرَّاحاً في مستوصف فينسبوري ولكن هذا العمل لم يعطه أي خبرة جديدة في العمليات الجراحية، وعام 1843 تمَّ تعيينه محاضراً للتشريح العام وعلم وظائف الأعضاء في المستشفى، وأقام في السنوات الثمانية اللاحقة في المستشفى وكان مسؤولاً عن حوالي 30 من الأطباء المقيمين فيها، وكان على باجيت بالإضافة للمحاضرات والإشراف على الأطباء المقيمين، استقبال الطلاب الجدد وتقديم النصح والمشورة لهم حول آلية العمل في المستشفى، وكان عليه أيضاً إدارة الشؤون العامة والشؤون المالية للمدرسة الطبية، وهكذا كان مشغولاً طوال الوقت وقلَّما استطاع مغادرة المستشفى. 
تزوج باجيت عام 1844 من ليديا نورث ابنة القس هنري نورث، أخيراً وفي عام 1847 تمَّ تعيينه كجرَّاح مساعد وأستاذاً للطب في جامعة هاريس آند غايل في الكلية الملكية للجراحين، وبقي في هذا المنصب لمدة ست سنوات، وخلال هذه السنوات الست قدَّم سلسلة من المحاضرات في علم الأمراض الجراحية، طُبعت عام 1853 على شكل كتاب «محاضرات في علم الأمراض الجراحية» والذي اعتبر أهم أعماله العلميَّة طوال حياته.
انتخب جيمس باجيت كعضو في الجمعية الملكية عام 1852، واستقال لاحقاً من العمل في المستشفى بعد أن أصبح طبيباً شهيراً وأخصائيَّاً في علم الأمراض، كان حتى ذلك الوقت قد قدَّم لعلم الأمراض في إنكلترا ما قدَّمه رودولف فيرشو في ألمانيا، ولكن مسيرته وإنجازاته كان في بدايتها فقط، رغم كلِّ ذلك كان باجيت مايزال فقيراً وقتها لأنَّه تكفَّل بسداد ديون والده وهو الأمر الذي استغرق 14 عاماً.
كان جيمس باجيت صديقاً لتشارلز داروين وتوماس هكسلي، ومسيحيَّاً ملتزماً وكان يؤكِّد دائماً على عدم وجود تعارض بين الدين والعلم، رزق بعدد من الأولاد منهم: السير جون باجيت، الدكتور لوك ياجيت، والجرَّاح الشهير ستيفن باجيت الذي كان أول من فسَّر طريقة انتقال الأورام الخبيثة من مكانها الأصلي إلى بقية أعضاء الجسم.

## أعماله
ربَّما لم يحظَ جرَّاح آخر بالشهرة والمكانة العلميَّة التي حظي بها جيمس باجيت ولا حتى جون هانتر نفسه (1728 – 1793)، لأنَّه أسَّس ممارساته الجراحيَّة على قاعدة علمية متينة، وكان يتقن اللغة الإنكليزية والفرنسية والألمانية والهولندية والإيطالية ويحاول البقاء مواكباً للتطُّور الذي يحصل في سائر العلوم الأخرى، وقال عنه روبرت أوين عام 1851: «إنَّه كان أعظم الجرَّاحين في لندن وأعظم عالم فيزيولوجيا في أوروبا»، عمَّت شهرة باجيت الآفاق وكانت المحاضرات التي يلقيها في الفيزيولوجيا في مستشفى سانت بارثولوميو هي العائد المادي الأكبر لهذه المستشفى وسبباً في ارتفاع ثروتها التي وصلت إلى الحضيض عام 1843.
أعظم إنجازات باجيت هو تطوير علم الأمراض وملئ الفراغ الذي تركه جون هانتر عند وفاته عام 1793، وخصوصاً بعد أن جعل علم الأمراض يعتمد على المجهر في كل تفاصيله وخصوصاً في مجال الأورام الخبيثة، ويعتقد كثيرون أنَّ باجيت وفيرشو قدَّما الإسهام الأكبر في تأسيس علم الأمراض الحديث من خلال محاضرات باجيت حول علم الأمراض الجراحيَّة ومحاضرات فيرشو حول علم الأمراض الخلوية.
عُيِّن باجيت جرَّاحاً خاصَّاً للملكة فيكتوريا عام 1855، وفي نفس العام أيضاً أصبح الطبيب الخاص لأمير ويلز ألبرت إدوارد، بالإضافة لعمله في لندن والذي استغرق منه 16 ساعة يومياً، وكان هو المرجع الأول والحكم النهائي في الحالات المعقدة التي يُرسلها له بقية الأطباء والجراحين مثل الأورام الخبيثة وأمراض العظام والمفاصل وحالات الجراحة العصبيَّة، ورغم أنَّ تفوُّقه وأهميته العلميَّة تعود بشكل أساسي للعلوم الطبية أكثر من ممارسة الجراحة ولكنَّ اسمه مازال حتى الآن مرتبطاً بالعديد من الأمراض والحالات الجراحية كداء باجيت الذي يصيب الثدي في سياق سرطان الثدي وداء باجيت الذي يصيب العظام بسبب التهاب العظام، وكان أول من دعا إلى إزالة الورم الخبيث فقط بدلاً من البتر الكامل للطرف في بعض حالات الأورام العظمية الخبيثة، انتخب في عام 1869 رئيساً لجمعية الطب السريري في لندن ، وانتخب كذلك عام 1870 عضواً أجنبيَّاً في الأكاديمية الملكية السويديَّة للعلوم، وحصل على إجازة فخريَّة من جامعة كامبريدج عام 1874، وأصبح عام 1875 رئيساً للكليَّة الملكية للجراحين، وفي نفس العام أيضاً انتخب رئيساً للجمعية الطبيَّة في لندن، وحاول التقاعد عام 1878 لكنَّه لم يستطع ذلك لعشر سنوات أخرى، وفي عام 1880 ألقى محاضرة شهيرة عن علم الأمراض في جامعة كامبريدج قارن فيها بين الأمراض التي تصيب الإنسان مع تلك التي تصيب النباتات والحيوانات، وترأس المؤتمر الطبي الدولي الذي عقد في لندن عام 1881، وانتخب عام 1887 رئيساً لجمعية علم الأمراض في لندن.
يتميز داء باجيت الذي اكتشفه ووصَّفه جيمس باجيت بخلل التوازن الطبيعي بين تكوُّن وانحلال العظام، وهو مرض عائلي ينتشر بين الأقارب ويصيب كبار السن عادة فقرابة 3% ممن تجاوزوا سن الأربعين يصابون به ويزداد احتمال الإصابة مع التقدم بالعمر، يصيب هذا المرض عظام الحوض والجمجمة والفقرات والترقوة والعضد غالباً رغم أنَّه قد يصيب أي عظم في الجسم، أهم أعراضه: ألم في العظم المصاب، تورُّم وضخامة في العظم المصاب إذا كان عظماً مسطحاً كالجمجمة أو انحناء وتقوُّس فيه إذا كان عظماً طويلاً كالفخذ، أعراض عصبيَّة وصداع وفقد سمع إذا أصاب عظم الجمجمة، كسور في العظام حتى بدون التعرُّض لرض شديد، أذية وتلف في الغضروف المجاور لمنطقة العظم المصاب، ومن اختلاطات داء باجيت: التهاب مفاصل، كسور عظام، فقدان سمع، اضطرابات قلب أهمها قصور عضلة قلبية، حصيَّات كلوية، اضطرابات عصبية متنوعة، زيادة احتمال الإصابة بسرطان العظام، ضعف وفقدان الأسنان، عمى، في الحالات البسيطة يكون العلاج عبارة مسكنات ومضادات التهاب لاسيتروئيدية كالبروفين والديكلوفيناك والأسبرين، أما بالنسبة للحالات المتقدمة فتستخدم مضادات انقسام الخلايا كخط أول في العلاج.
أما مرض باجيت–شروتر أو ما يعرف بمتلازمة باجيت فون شروتر، فهو أحد أشكال التهاب الوريد الخثري في الطرف العلوي والذي يصيب عادةً الأوردة العميقة خاصةً أوردة الإبط والأوردة تحت الترقوة، سميَّت هذه الحالة المرضيَّة نسبةً لجيمس باجيت الذي اقترح فكرة الخثار الوريدي كسبب لألم الطرف العلوي وتورُّمه، وليوبولد فون شروتر الذي ربط هذه المتلازمة السريرية بالخثار الذي يصيب الأوردة الإبطية والأورة تحت الترقوة، ويعتبر هذا المرض نادراً على كلِّ حال وعادةً ما يصيب صغار السن كما أنَّه أشيع عند الذكور منه عند الإناث، وأطلق عليه في ستينات القرن الماضي اسم تخثُّر الدم الناجم عن الجهد بعد الإبلاغ عن حدوث عدد من الحالات بعد النشاط الفيزيائي الشديد على الرغم من أنَّه قد يحدث أيضاً بسبب الشذوذات والتشوهات التشريحيَّة التي تصيب الترقوة والأوعية الدموية التي تمر بقربها وأحياناً يحدث بسبب عفوي دون أن يكون هناك أي مُسبب واضح، وفي الحالات الشديدة قد يتطور الأمر لمتلازمة مخرج الصدر، وُصفت متلازمة باجيت شروتر لأول مرة عند عازف كمان بعد أن زاد مدة العزف لعشرة أضعاف فسبَّب ضغطاً كبيراً ومُتكرِّراً على الأوردة الوداجية فحدث فيها تخثر دموي وظهرت علامات المتلازمة، إنَّ أهم أعراض متلازمة باجيت شروتر ظهور ألم مفاجئ مع حرارة واحمرار ووذمة وتورُّم في الطرف المصاب وعادةً ما يتمُّ تأكيد التشخيص عن طريق الإيكو، أحياناً قد يمتد الخثار الوريدي إلى الأوردة الرئوية العميقة مُسبِّباً انسداداً فيها وحدوث صمَّة رئوية، يتركَّز العلاج عادةً على الوقاية من خلال اكتشاف العوامل المؤهبة وتجنُّبها واستخدام بعض الأدوية عند الضرورة وكلُّ ذلك يهدف لمنع حدوث الخثار الوريدي أو تطوُّره لصمة رئوية قد تكون قاتلة في كثيرٍ من الأحيان، بعض التوصيات تنصح بالتداخل العلاجي الفوري باستخدام القثطرة الموجَّهة، وفي حال وجود تشوهات وعائية أو عظمية مرافقة أو متلازمة مخرج الصدر فإنَّ التداخل الجراحي يصبح مُستطبَّاً. 
نشر باجيت أيضاً العديد من الأبحاث والكُتيِّبات والمحاضرات من أشهرها: مناهج سريريَّة (1875)، دراسات حول الحالات الطبيَّة القديمة (1891)، وفي عام 1883 بعد وفاة السير جورج غيسيل تمَّ تعيينه مستشاراً لجامعة لندن، وفي عام 1889 تمَّ تعيينه عضواً في اللجنة الملكيَّة للتلقيح في انكلترا، وفي عام 1886 قام باجيت بعلاج إدوارد كرولي والد السير أليستر كرولي من سرطان اللسان، ونجحت العملية بشكل مذهل لكنَّ كرولي توفي بعد عام من إجرائها.
توفي جيميس باجيت في منزله في بارك سكوير في لندن في 30 ديسمبر 1899 عن عمر يناهز 85 عاماً، وفي عام 1901 تمَّ نشر رسائل ومذكَّرات السير جيمس باجيت التي حرَّرها ابنه ستيفن باجيت.
تميَّز باجيت بامتلاكه بلاغة أدبية وقدرة خطابيَّة مذهلة، وكان يحب الآداب والطبيعة والموسيقى والرياضة ويتمتَّع بشعبية كبيرة بين طلابه وأصدقائه ومثالاً على الاتحاد بين العلم والممارسة المهنية، واهتمَّ أيضاً بالمسائل الجنائية الطبيَّة والطب الشرعي، ولا تزال سمعة السير جيمس باجيت إلى اليوم عالية بسبب إبداعه في المجال الجراحي وأبحاثه الطبية الهامة.

## روابط خارجية
- جيمس باجت على موقع الموسوعة البريطانية (الإنجليزية)
- جيمس باجت على موقع إن إن دي بي (الإنجليزية)